# Аринькино
Аринькино — деревня в Лотошинском районе Московской области России.
Относится к сельскому поселению Микулинское, до реформы 2006 года относилась к Введенскому сельскому округу. По данным Всероссийской переписи 2010 года численность постоянного населения составила 6 человек (3 мужчин, 3 женщины).

## География
Расположена в окружении заболоченных лесов, в западной части сельского поселения, примерно в 16 км к северо-западу от районного центра — посёлка городского типа Лотошино, недалеко от границы Московской и Тверской областей. Соседние населённые пункты — деревни Себудово, Раменье, Канищево.

## Исторические сведения
На карте Тверской губернии 1850 года Менде и специальной карте Европейской России 1871 года Стрельбицкого — Аринкино.
По сведениям 1859 года — деревня Гурьевского прихода Кобелевской волости Старицкого уезда Тверской губернии в 42 верстах от уездного города, на возвышенном месте, с 12 дворами, 3 колодцами и 95 жителями (40 мужчин, 55 женщин).
В «Списке населённых мест» 1862 года — владельческая деревня 2-го стана Старицкого уезда по Волоколамскому и Гжатскому трактам от города Старицы, при колодцах, с 8 дворами и 106 жителями (55 мужчин, 51 женщина).
В 1886 году — 17 дворов и 110 жителей (46 мужчин, 64 женщины). В 1915 году насчитывалось 20 дворов.
С 1951 года — населённый пункт в составе Лотошинского района Московской области.

## Население
| 1859 | 1886 | 2002 | 2006 | 2010 |
| ---- | ---- | ---- | ---- | ---- |
| 106  | ↗110 | ↘4   | →4   | ↗6   |